# Stenoptilodes agricultura
Stenoptilodes agricultura là một loài bướm đêm thuộc họ Pterophoridae. Nó được tìm thấy ở Venezuela.
Sải cánh dài khoảng 14 mm. Con trưởng thành bay vào tháng 10.

## Etymology
The name "Rancho Grande" means, large cattle farm. This locality has provided many interesting plume moth species.